# Shelby (Mississippi)
Pour les articles homonymes, voir Shelby.
Shelby est une ville américaine située dans le comté de Bolivar, dans l'État du Mississippi.
Selon le recensement de 2010, Shelby compte 2 229 habitants. La municipalité s'étend sur 2,74 milles carrés (7,1 km2).